# شمشیر اژدها
 شمشیر اژدها  (انگلیسی: Dragon Blade) فیلمی در ژانر اکشن و رزمی به کارگردانی دانیل لی است که در سال ۲۰۱۵ منتشر شد. در این فیلم، جکی چان در نقش هو آن، فرمانده گروه حفاظت از مناطق غربی در دوران سلسله هان بازی می کند. شمشیر اژدها در فرمت IMAX 3D در ۱۹ فوریه ۲۰۱۵، اولین روز تعطیلات سال نو چینی اکران شد.

## داستان
داستان فیلم در دوران سلسلهٔ هان اتفاق می‌افتد و دربارهٔ عده‌ای سرباز رومی می‌باشد که سر از چین درمی‌آورند و با محافظان جاده ابریشم که به آنجا تبعید شده‌اند مواجه می‌شوند.